# Bransouze (tvrz)
Tvrz Bransouze (též Bransudy či Bransouzy) stála na skále na levém břehu řeky Jihlavy u obce Bransouze, v katastrálním území Chlum nad Jihlavou.

## Podoba
Tvrz stála přibližně 20 metrů nad řekou na ostrožně nad řekou Jihlavou, dle Plačka to měl být jednodílný hrádek. Plocha pro stavbu má přibližně 25 metrů v průměru, okolo ní se nachází příkop v šířce 12–17 metrů. Na severní a západní straně je svah ostrožny prudce svažený, příkop je tomu přizpůsoben a je hluboký až 4,5 metru. Příkop je vymezen kamenitým valem. Přístup ke tvrzi byl z východu. Tvrz byla zřejmě jen kamenná, zachovaly se pouze zbytky zdiva – bližší podoba tvrze tak není známa.

## Historie
V roce 1224, kdy jsou Bransouze poprvé zmiňovány, tvořily součást panství Přibyslav. Zda v této době stála v obci tvrz nebo jiné panské sídlo, není známo. Na počátku 15. století jsou pak uváděni vladykové z Bransouz, takže tvrz již nejspíš stála. Roku 1412 je zmiňován Dětřich z Bransouz a v letech 1459–1469 Jan z Bransouz. K zániku tvrze došlo během česko-uherských válek. Roku 1505 došlo k připojení statku k brtnickému panství a poté již nedošlo k obnově tvrze. Do současnosti se z ní dochovaly zbytky valů.